# De laatste generatie
Met De Laatste Generatie wordt in christelijke kringen bedoeld: de laatste generatie mensen op aarde vóór de Wederkomst van Jezus Christus. Het is dus de generatie die volgens de Bijbel het begin van de eindtijd zal meemaken. 

## Vindplaatsen in de Bijbel
Jezus vergeleek in Matteüs (Matt.) hoofdstuk 24 de voortekenen vóór zijn Wederkomst met een vijgenboom: "32 Leer van de vijgenboom deze les: zo gauw zijn takken uitlopen en in blad schieten, weet je dat de zomer in aantocht is. 33 Zo moeten jullie ook weten, wanneer je dat alles ziet, dat het einde nabij is. " (Matt. 24: 32-33). Hij verbond dit met het begin van de 'eindtijdweeën' (het begin van het einde): "7 Het ene volk zal tegen het andere ten strijde trekken en het ene koninkrijk tegen het andere, en overal zullen er hongersnoden uitbreken en zal de aarde beven: 8 dat alles is het begin van de weeën." (Matt. 24: 7-8). Het gaat hier dus om oorlogen, hongersnood en aardbevingen.    
Vervolgens zegt Jezus in het Mattheus-evangelie, dat dit 'alles' (de eindtijd) zal komen voordat de laatste generatie is uitgestorven: "34 Ik verzeker jullie: deze generatie zal zeker nog niet verdwenen zijn wanneer al die dingen gebeuren." (Matt. 24: 34). Hieruit is de opvatting ontstaan, dat de eindtijd komt voordat de laatste persoon uit die 'laatste generatie' is overleden.    
Sommige Bijbelgeleerden interpreteren het woord vijgenboom als het volk de Israëlieten uit de Bijbel. Toen Israël in 1948 een onafhankelijke staat werd, zagen ze dit als het ontspruiten van de 'vijgenboom'. De laatste generatie zou dus volgens hen geboren moeten zijn vóór de oprichting van de staat Israël, welk moment ze bewust moeten hebben meegemaakt. In oudere Bijbelvertalingen werd de laatste generatie geslacht genoemd. Bij dat woord ontstond er bij sommige christenen, zoals bij Hal Lindsey, het misverstand, dat een geslacht 40 jaren zou duren en dat daarom de Wederkomst van Christus in 1988 (40 jaren na de oprichting van de staat Israël in 1948) zou plaatsvinden.